# Ну-ка, отними!
«Ну-ка, отними!» (также встречается вариант без запятой «Ну-ка отними!») — марка российских и советских шоколадных конфет. Изначально выпускались московской кондитерской фабрикой «Эйнем». В настоящее время производятся под брендом «Красный Октябрь».

## История
Замысел торговой марки «Ну-ка, отними!» возник в 1913 году. Источником идеи стало изображение  мальчика с дубинкой , возможно с иностранной рекламы.  Художник Мануил Андреев, сотрудничавший с фабрикой, создал на его основе рекламу шоколада: мальчик с грозным взглядом, держащий в руках лаптовую биту и надкусанную плитку шоколада «Эйнем». Образ был задействован и для обёртки пралиновых конфет.
Изображение в некоторых случаях сопровождалось стихотворением, поясняющим посыл рисунка:
Шоколадку получивши 

И кусочек откусивши, 

Вдруг увидел Вася Степку,

Забияку и растрепку… 

— Ты что? Хочешь половины?

Не угодно ли дубины?Фрагмент стихотворения в современной орфографии
Также существовал второй вариант рекламного стихотворения:
Добыл я плитку шоколада,

И мне товарищей не надо,

Пред всеми говорю людьми:

«Съем всю. А ну-ка отними!»Стихотворение в современной орфографии
После Октябрьской революции оригинальное оформление обёртки было сочтено несовместимым с советской идеологией. Поэтому Мануил Андреев, продолжавший сотрудничать с фабрикой, переименованной в «Красный Октябрь», создал второй вариант рисунка с мальчиком, убрав дубинку и заплаты с одежды, а выражение лица заменив на дружелюбное. В 1952 году художник Леонид Челноков, ученик Андреева, создал совершенно новый вариант обёртки — с девочкой, дразнящей собаку конфетой. Однако в дальнейшем «Красный Октябрь» использовал оба варианта этикетки, внося различные небольшие изменения в оформление.
Конфеты под названием «Ну-ка, отними!» во второй половине XX века выпускались и другими кондитерскими фабриками СССР. При этом оформление, как правило, полностью изменялось: на обёртках изображались животные и сказочные герои.
В начале 1990-х годов «Красный Октябрь» приостановил выпуск конфет данной марки. Однако в марте 2017 года холдинг «Объединённые кондитеры» возобновил выпуск конфет «Ну-ка, отними!» под брендом «Красный Октябрь». Рецептура после возобновления была обновлена: современные конфеты содержат начинку из шоколадного крема. Оформление обёртки создано на основе рисунка Леонида Челнокова с девочкой и собакой.

## В культуре
Марка конфет «Ну-ка, отними!» в современности считается одним из символов советской эпохи.
В советские годы выпускалась статуэтка «Ну-ка, отними!», композиция которой была основана на рисунке Леонида Челнокова.
После аннексии Крыма Россией в 2014 году новосибирская кондитерская компания «Шоколадные традиции» запустила в производство конфеты под названием «Крым. А ну-ка отбери!»